# Aleksei Krilov
Aleksei Krilov   (Krílovo, 15 d'agost de 1863 - Sant Petersburg, 26 d'octubre de 1945) va ser un matemàtic, enginyer i militar rus.

## Vida i obra
Krilov va néixer en una família noble russa; el seu pare era oficial d'artilleria i escriptor talentós i la seva mare tenia familiars que eren científics reputats. El 1878 va ingressar a l'Escola Naval de Sant Petersburg, en la qual es va graduar amb honors el 1884. El 1890 també es va graduar a l'Acadèmia Naval. I el curs 1890-1891 va assistir a un cicle de conferències de la universitat Imperial de Sant Petersburg. Krilov va continuar treballant com a professor de l'Acadèmia Naval durant més de cinquanta anys.
El 1896 va publicar el seu primer treball original sobre el moviment dels vaixells. El 1898 va publicar la Teoria general del moviment d'un vaixell en un mar agitat i Sobre les forces experimentades per un vaixell a les onades, treballs que li van donar fama mundial.
Després de la Revolució Soviètica, el 1919, Krilov va ser nomenat, per les noves autoritats, director de l'Acadèmia Naval. Des d'aquest càrrec va iniciar una reestructuració fonamental de tot el procés educatiu en aquesta important institució d'educació superior de l'enginyeria naval al país.
El 1914 havia estat escollit membre de l'Acadèmia Russa de les Ciències i des de 1927 fins a 1932 va ser el director de l'institut de física i matemàtiques de l'Acadèmia.
La seva filla, Anna, es va casar amb el famós físic Piotr Leonídovitx Kapitsa.
La seva localitat natal va prendre el nom de Krílovo en honor seu el 1962.